# Нобутаке Кондо
Нобутаке Кондо (на японски: 近藤 信竹) е японски адмирал от Императорския военноморски флот на Япония, участвал във Втората световна война. Като командир на 2-ри флот, той се счита за втори по важност в Императорския флот след адмирал Исороку Ямамото.

## Ранен живот
Кондо е роден на 25 септември 1886 г. в Осака. Завършва Императорската военноморска академия през 1907 г. Като курсант служи на крайцера „Ицукушима“ и на броненосеца „Микаса“. След като е произведен в мичман втори ранг, е назначен на крайцера „Асо“, разрушителя „Кисараги“ и линейния кораб „Конго“. В периода 1912 – 1913 г. е военно аташе във Великобритания. След като се завръща в Япония, служи за кратко на борда на линейния кораб „Фусо“, а след това на няколко административни позиции през Първата световна война. В периода 1916 – 1917 г. е началник оръжеен офицер на борда на крайцера „Акицушима“.
След края на войната, Кондо завършва Военноморския военен колеж и е произведен в капитан трети ранг на 1 декември 1919 г. През 1920 – 1923 г. служи в Германия като част от японска делегация, съблюдаваща спазването на Версайския договор. На връщане към Япония, той е стациониран за шест месеца на линейния кораб „Муцу“ и е повишен на командир на 1 декември 1923 г. В периода 1924 – 1925 г. е адютант на Хирохито. След това става началник на Императорската военноморска академия и е повишен на капитан. Впоследствие служи на редица административни позиции и като капитан на крайцера „Како“ (1929 – 1930) и линейния кораб „Конго“ (1932 – 1933).
На 15 ноември 1933 г. Кондо е повишен на контраадмирал, а от 1935 г. е началник-щаб на Обединения флот. На 15 ноември 1937 г. е повишен на вицеадмирал.

## Втора световна война
С избухването на Втората китайско-японска война, Кондо е назначен за главнокомандващ на 5-и флот, който оперира южно от Китай.
По време на нападението над Пърл Харбър, той командва 2-ри флот, а след това участва в нахлуванията в Малая, Филипините и Нидерландска Индия. Ръководи нападението в Индийския океан. По време на битката при Мидуей, командва „Мидуейската окупационна сила“ и „Прикриващата група“. Впоследствие, силите му играят важна роля в хода на Гуадалканалската кампания, сражавайки се в битката при източните Соломонови острови (23 – 25 август 1942 г.) и битката при островите Санта Крус (26 – 27 октомври 1942 г.).
След първата морска битка при Гуадалканал (15 ноември 1942 г.), Кондо лично предвожда линейния крайцер „Киришима“ и крайцерите „Атаго“, „Нагара“, „Сендай“ и „Такао“ в нощна атака срещу летището Хендерсън, но е пресрещнат от американско оперативно съединение с линейните кораби „Уошингтън“ и „Саут Дакота“, загубвайки битката и „Киришима“. Загубата му се оказва повратна точка в цялата Гуадалканалска кампания.
Репутацията на Кондо е опетнена след провала му в Гуадалканалската кампания и скоро е премахнат от военноморското висше командване. Все пак, той не е официално порицан или преназначен, а вместо това е оставен да командва един от големите флотове, намиращи се при Трук. Поведението му в битка по това време е определяно като пасивно и недостатъчно агресивно. Все пак, той е харесван от подчинените си.
През октомври 1942 г. е назначен за заместник-командир на Обединения флот, а на 29 април 1943 г. е повишен на адмирал. Назначен е за главнокомандващ на флота в района на Китай от декември 1943 г. до май 1945 г., когато е избран за член на Върховния военен съвет.

## Следвоенни години
Пенсионира се след края на войната, на 5 септември 1945 г. След това става успешен бизнесмен. Умира на 19 февруари 1953 г.